# Andy Pieters
Andy Pieters (Maaseik, 15 november 1988) is een Belgisch Vlaams-nationalistisch politicus voor de N-VA.

## Biografie

### Beroep
Pieters behaalde in 2010 het diploma van industrieel ingenieur in de bouwkunde aan de XIOS Hogeschool Limburg. Hij startte zijn professionele loopbaan bij de NV De Scheepvaart, van 2010 tot 2011 als districtshoofd en van 2011 tot 2015 als adjunct-directeur voor grondbeheer, de ontwikkeling van bedrijventerreinen en het stimuleren van de binnenvaart.

### Van LDD naar N-VA
Als jongvolwassene engageerde Pieters zich binnen de partij Lijst Dedecker. Hij werd penningmeester van de Limburgse afdeling van LDD, voorzitter van de lokale afdeling in zijn woonplaats Maasmechelen en nationaal bestuurslid van de jongerenafdeling van de partij, Jong Gezond Verstand. Bij de Vlaamse verkiezingen van juni 2009 stond Pieters op de zevende plaats van de LDD-lijst in de kieskring Limburg, maar een maand voor de verkiezingen trok hij zich terug uit de partij, uit onvrede met de gang van zaken in de partij. Vervolgens bleef hij als onafhankelijke op de lijst staan. In juli 2009 sloot hij zich aan bij de N-VA. Hij werd actief in de werking van Jong N-VA en vertegenwoordigde de jongerenafdeling van de partij bijna tien jaar lang in het nationaal partijbestuur.

### Loopbaan als kabinetsmedewerker
In januari 2015 stapte hij op professioneel vlak voltijds over naar de politiek. Hij werd toen raadgever Mobiliteit en Openbare Werken op het kabinet van Vlaams minister-president Geert Bourgeois, hetgeen hij bleef tot in juli 2019. Ook was hij van maart 2016 tot oktober 2019 secretaris van het directiecomité van het Strategisch Actieplan voor Limburg in het Kwadraat (SALK), dat de economische reconversie van de provincie Limburg na de sluiting van Ford Genk moest bewerkstelligen.
Daarnaast was Pieters van november 2018 tot oktober 2019 woordvoerder van (vanaf december 2018 voormalig) federaal staatssecretaris voor Gelijke Kansen Zuhal Demir. Als dusdanig leidde hij haar kiescampagne voor de verkiezingen in 2019 in goede banen. Nadat Demir in oktober 2019 Vlaams minister van Justitie, Handhaving, Toerisme, Omgeving en Energie werd, werd Pieters haar woordvoerder en adjunct-kabinetschef. Daarna was hij van januari 2022 tot juli 2024 kabinetschef, een functie die hij combineerde met die van woordvoerder. Ook was Pieters regeringscommissaris bij Flanders Make, een project om de Vlaamse maakindustrie te stimuleren, en de Limburgse Reconversiemaatschappij. Hij vervulde deze functies respectievelijk tot in juni 2023 en in juli 2024.

### Lokale en provinciale politiek
Voor de N-VA werd Pieters in oktober 2012 verkozen tot gemeenteraadslid van Maasmechelen. In januari 2013 werd hij er voorzitter van de gemeenteraad, een functie die hij vervulde tot in januari 2019. Bij de gemeenteraadsverkiezingen van oktober 2018 kwam hij niet meer op. Zes jaar later, in oktober 2024, was Pieters in Maasmechelen lijsttrekker van het kartel ademM/N-VA, die de tweede grootste partij werd, na de CD&V van burgemeester Raf Terwingen. De partij werd echter niet opgenomen in de bestuursmeerderheid en Pieters belandde als fractieleider in de oppositie.
Ook in oktober 2012 werd hij verkozen tot provincieraadslid van Limburg. Pieters was het jongste lid van de provincieraad, maar nam in maart 2013 al ontslag om zich toe te leggen op de lokale politiek en zijn professionele loopbaan.

### Parlementaire loopbaan
Bij de Vlaamse verkiezingen van 9 juni 2024 stond Andy Pieters als eerste opvolger op de N-VA-lijst in de kieskring Limburg. Omdat de verkozen lijstduwer Jan Peumans, voormalig voorzitter van het Vlaams Parlement, zijn zetel niet opnam, kon hij op 2 juli 2024 de eed afleggen als Vlaams volksvertegenwoordiger. In het Vlaams Parlement werd hij naast voorzitter van de commissie Economie, Werk, Sociale Economie, Wetenschap en Innovatie vast lid van de commissies Leefmilieu, Natuur en Ruimtelijke Ordening en Mobiliteit en Openbare Werken.
Ook werd Pieters door zijn partij afgevaardigd naar de Senaat, om er zitting te nemen als deelstaatsenator.